# Линцбах, Яков Иванович
Яков Иванович Линцбах (21 июня 1874 — 30 апреля 1953) — русский и эстонский философ, математик, лингвист и эсперантист.

## Биография
Родился в имении Крейгофф под Ревелем. Окончил курс технического училища, работал в техническом бюро Санкт-Петербурга, где преподавал стенографию и черчение, а также предложил новую систему стенографии — «трансцендентальная алгебра». Занимал пост председателя трудовой артели чертежников в Санкт-Петербурге. В 1916 году Линцбахом была издана книга «Принципы философского языка. Опыт точного языкознания», в которой получили развитие несколько утверждений «Курса общей лингвистики» Фердинанда де Соссюра, в том числе и отрицание фонологических идей.
С 1916 по 1918 годы Линцбах работал в первом российском интерлингвистическом обществе «Космоглот». В 1919 году переехал в Ревель, где стал преподавать в реальном училище. В 1921 году с лингвистом Э. де Валем продолжил деятельность «Космоглота» и начал издавать журнал на искусственном языке окциденталь «Kosmoglott».
В 1925 года проживал в Париже, работал в Научно-философском обществе и выступал с докладами на его заседаниях. Участник семинара по гидравлике профессора А. Дейши на русском физико-математическом факультете Сорбонны (1936 год).
Масон. Член русских парижских масонских лож «Северная звезда» и «Северные братья». Великого востока Франции.
В 2003 году предложенная Лицнбахом система стала темой одного из вопросов на Международной лингвистической олимпиаде.
Похоронен в Таллине на кладбище Лийва.

### На русском
- Принципы философского языка. Опыт точного языкознания. Петроград, 1916.
  - Переиздание: Принципы философского языка: опыт точного языкознания; заключ. ст. И. И. Ревзина. — Изд. 2-е, доп. — Москва: URSS, 2009. — 234 с.: ил.; 22 см. — (История лингвофилософской мысли).
- Прямолинейная геометрия высших измерений: автографированное издание с 69 чертежами в тексте / Я. Линцбах. — Ревель, 1923.

### На других языках
- Transcendent algebra: ideografie matematical: experiment de un lingue filosofic. Reval, Edition de autor, 1921.
- Die transcendente Analysis: Differential- und Integralrechnung im Denken und Vorstellen, Reval, 1922.
- La Géométrie et l’analyse géométrique de l’espace à n dimensions, idiographie mathématique.
- Idéologie mathématique: Etude du langage philosophique Algèbre figurée. I. Interprétation idéographique de l'équation du 1er degré à une inconnue…, Paris, 1931.